# Renso Zwiers
Renso Zwiers (15 aprile 1955 – 24 marzo 2023) è stato un cestista olandese.

## Biografia
Con i Paesi Bassi disputò i Campionati europei del 1977.